# اووالنو
اووالنو (به لاتین: Úvalno) یک منطقهٔ مسکونی در جمهوری چک است که در شهرستان برونتال واقع شده‌است. اووالنو ۱۴٫۷۴ کیلومتر مربع مساحت و ۹۹۱ نفر جمعیت دارد و ۳۲۵ متر بالاتر از سطح دریا واقع شده‌است.